# Догзмакин
Догзмаки́н (калм. Догзмахн) — посёлок (сельского типа) в Сарпинском районе Калмыкии в составе Салынтугтунского сельского муниципального образования.
Население — 147 человек (2012).

## Этимология
История происхождения названия посёлка уходит корнями в глубокую старину. Догзма — так звали ближайшего соратника ойратского хана, находившегося в жестокой конфронтации с китайским императором в XVI веке. По легенде преследуемые китайскими войсками ойраты смогли спасти народ только благодаря высочайшему акту самопожертвования Догзмы, который добровольно отдал себя в руки горевших жаждой мести китайцев — таково было условие мирного договора между двумя сторонами. Догзма знал на какие изощренные пытки он себя обрекает во имя спасения своих собратьев. С тех пор хан постановил — именем Догзма никого не нарекать, потомков рода Догзмы никакими налогами не облагать, каждый ойрат обязан помогать догзмакинцам в силу исторической памяти и благодарности.

## История
Хотон Догзмакин находится на окраине Калмыкии, с трех сторон окруженный территорией Ростовской области. В году коллективизации здесь был образован колхоз им. К. Ворошилова, посёлок являлся центром самостоятельного сельского совета в составе Сарпинского улуса Калмыкии. Летом 1942 года Догзмакин, как и другие населённые пункты улуса, был оккупирован немецко-фашистскими захватчиками. Посёлок освобождён к концу 1942 года. 28 декабря 1943 года калмыцкое население было депортировано, а Калмыцкая АССР ликвидирована. Посёлок был передан в состав Сталинградской области. К 1945 году Догзмакиновский сельсовет был присоединён к Верхне-Сальскому сельсовета (впоследствии - Сарпинский поссовет) с центром в селе Верхне-Сальск. В 1949 году преобразован в ферму № 2 совхоза "Сарпинский" (после восстановления Калмыцкой АССР — совхоза им. Э. Деликова).
В 1956 году в посёлок начали возвращаться калмыки. В 1957 году посёлок возвращён в состав вновь образованной Калмыцкой автономной области.
Во второй половине XX века поселок был знаменит четырьмя громадными деревьями — тополями и ивой, произраставшими на территории поселка.

## Физико-географическая характеристика
Посёлок расположен на юго-западе Сарпинского района, в пределах Ергенинской возвышенности, на правом берегу реки Акшибай, на высоте 74 м над уровнем моря. Общий уклон местности с севера на юг.
По автомобильной дороге расстояние до столицы Калмыкии города Элиста составляет 250 км, до районного центра села Садовое — 78 км, до административного центра сельского поселения посёлка Салын-Тугтун - 16 км. В 1,9 км к западу от посёлка проходит административная граница с Ростовской областью.
Согласно классификации климатов Кёппена-Гейгера посёлок находится в зоне континентального климата с относительно холодной зимой и жарким летом (индекс Dfa). Среднегодовая норма осадков — 356 мм, наибольшее количество осадков выпадает в июне — 41 мм, наименьшее в марте и октябре — по 22 мм. В окрестностях посёлка распространены светлокаштановые почвы различного гранулометрического состава в комплексе с солонцами.
Часовой пояс
Догзмакин, как и вся Республика Калмыкия, находится в часовой зоне МСК (московское время). Смещение применяемого времени относительно UTC составляет +3:00.

## Население
| 2002 | 2010 | 2012 |
| ---- | ---- | ---- |
| 184  | ↘104 | ↗147 |

Национальный состав
Согласно результатам переписи 2002 года в посёлке проживали калмыки (100 %)
| Национальность | Численность (2010) | Процент |
| -------------- | ------------------ | ------- |
| Калмыки        | 104                | 100%    |
| Всего          | 104                | 100%    |

## Социальная инфраструктура
Основное общее образование жители посёлка получают Догзмакинской основной школе. Медицинское обслуживание обеспечивают фельдшерско-акушерский пункт и расположенная в селе Садовом Сарпинская центральная районная больница.

## Известные жители и уроженцы
- Герой Российской Федерации Лячин, Геннадий Петрович[15] (род. 01.01.1955, совхоз «Сарпинский» (ныне — посёлок Догзмакин) Сарпинский район Сталинградской области — ум. 12.08.2000, Баренцево море)

## Достопримечательности
- Ступа Просветления[3]. Субурган открыт летом 2010 года в память уроженца этих мест известного ламы Уланкин Санджи. Возведение субургана шло на добровольные пожертвования уроженцев этого поселка. В ступу заложены величайшие религиозные реликвии, подаренные буддийскими монахами, приношения догзмакинцев, мантры и сутры. Буддисты свято верят, что одно лишь нахождение возле ступы увеличивает шансы на благоприятную реинкарнацию в следующей жизни. Есть поверье, что даже насекомые и животные, находящиеся в тени ступы, получают шанс переродиться на более высоком уровне, чем в нынешней жизни на земле.